# Брда (община)
Община Брда (словен. Občina Brda) — одна з общин в західній  Словенії. Центром є село Доброво.

## Характеристика
Брда — сильно виражена сільськогосподарська община з акцентом на виноградарство і виноробство, а також вирощування фруктів і оливок. Розвитку туризму сприяють природні особливості та культурна спадщина з багатьма замками і мальовничими селами.

## Населення
У 2009 році в общині проживало 5686 осіб, 2845 чоловіків і 2841 жінок. Чисельність економічно активного населення (за місцем проживання), 2207 осіб. Середня щомісячна чиста заробітна плата одного працівника (EUR), 900.65 (в середньому по Словенії 930). Приблизно кожен другий житель у громаді має автомобіль (63 автомобілів на 100 жителів). Середній вік жителів склав 42.5 років (в середньому по Словенії 41.4).